# Muzeum Fauny i Flory Morskiej i Śródlądowej w Jaworzu
Muzeum Fauny i Flory Morskiej i Śródlądowej – muzeum w Jaworzu, eksponujące zbiory fauny i flory wodnej.
Początkiem muzeum była kolekcja spreparowanych okazów fauny i flory morskiej z całego świata, którą miejscowej szkole podstawowej podarował w latach 60. XX wieku były uczeń, Erwin Pasterny (1928–2011), który pracował jako bosman na statkach handlowych polskiej floty. Eksponaty te były wystawione w dwóch pomieszczeniach w szkole i udostępnione do zwiedzania. Przewodnikami po ówczesnej wystawie byli uczniowie szkoły, którzy przed objęciem funkcji byli dokształcani i egzaminowani przez pracowników Instytutu Biologii Akademii Pedagogicznej im. Komisji Edukacji Narodowe w Krakowie. Wystawa była otwarta dla wszystkich; odwiedzali ją nie tylko uczniowie i mieszkańcy Jaworza, ale też goście z innych części Polski i z zagranicy. W 2005 roku jeszcze jako poseł muzeum odwiedził Prezydent Bronisław Komorowski.
Staraniem Gminy Jaworze i Lokalnej Grupy Rybackiej, kosztem ponad 1 miliona złotych (w części z dotacji unijnych), w 2014 ukończono budowę nowego budynku dla Muzeum, tuż koło Gimnazjum nr 1 im. Gen. Maczka, gdzie wystawa mieściła się wcześniej. Nowy budynek nawiązuje do tematyki muzeum: kształt budynku przypomina dziób statku, zaś okrągłe okna – iluminatory. Przed budynkiem zaaranżowano płytki zbiornik wodny, a zamiast utwardzonych przejść są pomosty. Muzeum w nowej siedzibie otwarto 5 września 2014.
Powierzchnia muzeum wynosi około 260 m². Zawiera salę wystawienniczą o powierzchni 150 m² i salę wykładową o powierzchni 42 m² oraz zaplecze biurowe i sanitarne. W sali wystawienniczej znajdują się dwa akwaria, dzięki przeszklonej fasadzie budynku i podświetleniu widoczne z zewnątrz także nocą. Oprócz akwariów i gablot, w sali znajdują się dekoracje z żagli, łódź, do której można wchodzić, oraz prezentacje multimedialne. Oświetlenie zaaranżowano w sposób budujący nastrój, a płynne zmiany oświetlenia mają prowadzić widza przez wystawę.
Oprócz wystawy, muzeum udostępnia salę do prowadzenia lekcji, a także organizuje imprezy edukacyjne z dziedziny przyrody.